# Рубинський Іван
Іва́н Руби́нський  (*1 січня 1890, слобода Маяк, Ізюм, Харківської губернії — †15 грудня 1967, Бейрут, Ліван) — інженер-конструктор.

## З творчої біографії
Навчався в Імператорському Московському технічному училищі.
З перших курсів майбутній інженер захопився авіацією (член гуртка, яким керував М.Жуковський), брав участь у будівництві пілотованих апаратів, зокрема, працював над створенням вимірювальних приладів та проведення експериментальних досліджень. У жовтні 1914 у співавторстві з однокурсником К. Ушаковим сконструював тренажер для освоєння пілотування літаків. Пізніше досліджував функціональні можливості літаків та застосування на них різноманітного озброєння (зокрема, удосконалив бомбометання).
Жовтневий більшовицький заколот 1917 року застав І. Рубинського в Одесі, де він займався організацією, а потім евакуацією авіаційного парку.
Повернувшись до Москви, І. Рубинський працював у різних авіаційних наукових установах, зокрема, виступив з ініціативою заснування «Центрального аерогідродинамічного інституту» (ЦАГІ), який був створений 1918 року на чолі з М.Жуковським, А.Туполевим та І. Рубинським.
1919 року, перебуваючи у відрядженні в Одесі, зайнятій білогвардійцями, вирішив емігрувати до Америки. Потрапив до Єгипту, потім переїхав до Сирії. З 1926 жив у Лівані, де викладав у приватному Американському університеті в Бейруті (професор інженерних наук, 1951). За період викладацької діяльності І. Рубинський був у тривалих наукових відрядженнях в Массачусетському технологічному інституті та Принстонському університеті США.
І. Рубинський — автор багатьох інженерних відкриттів у найрізноманітніших галузях, насамперед авіації та військовій справі.
Серед відзнак винахідника: «Орден Кедра» уряду Лівану, Бронзова медаль міністерства освіти республіки.